# Maurice Saltano
Maurice Saltano, né à Voiron le 26 février 1930 et mort le 21 juillet 2017 à Rives (Isère),  est un magicien français.
Maurice Saltano et Monique Dorian ont formé un couple de vedettes internationales du music-hall et de la magie des années 1950/60.
Maurice Saltano était aussi un historien de la magie et du music hall qui collaborait régulièrement à plusieurs publications.

## Activités
Ils se sont produits avec un grand succès un peu partout dans le monde durant plusieurs décennies pour Bruno Coquatrix, le cirque Medrano, la BBC, à Bobino, le Globe, le théâtre de Paris, les Folies Bergère, le Moulin Rouge, le théâtre des Célestins (Lyon) ou l'Alcazar (Marseille) ...
Ils ont présenté notamment la Cabine spirite, Disparition d'un poste de T.S.F, Le Barman du diable, L'Homme invulnérable, Les ombres chinoises
1961, Maurice Saltano décide de mettre un terme à sa carrière sur scène et crée à Grenoble une agence artistique qu'il dirigera durant 30 ans.
1990, il publie Les Magiciens, le monde fantastique de l'illusionnisme aux éditions Syros Alternatives.
2001, au Centre Pompidou, il participe, avec le magicien Philippe Beau, à un hommage à Jean Boullet qu'il a bien connu.
2008, à Aix les Bains, Maurice Saltano est l'invité du congrès annuel des magiciens organisé par la fédération française des artistes prestidigitateurs (ffap) pour une rétrospective de sa carrière.
Il est le créateur et l'auteur du magazine confidentiel Le Conservatoire de l'illusionnisme et des arts mystérieux qui rend hommage aux magiciens disparus (23 numéros)
Il a collaboré à plusieurs publications destinés aux artistes de cirque et aux magiciens (la revue de la prestidigitation, Magicus journal, Arcane magazine, le magazine du cirque et de l'illusion, l'inter-forain)
Il est le père de l'écrivain Bernard Joubert.

## Filmographie
- Conseiller technique du film Sois belle et tais-toi (film, 1958) avec Mylène Demongeot. Mise en scène : Marc Allégret

## Télévision
- La Piste aux étoiles (2 mai 1957)
- Cabaret du soir (5 avril 1958)
- Cabaret du soir (18 octobre 1958)
- Music-Hall parade (19 août 1959)